# Campeonato Campineiro de Futebol

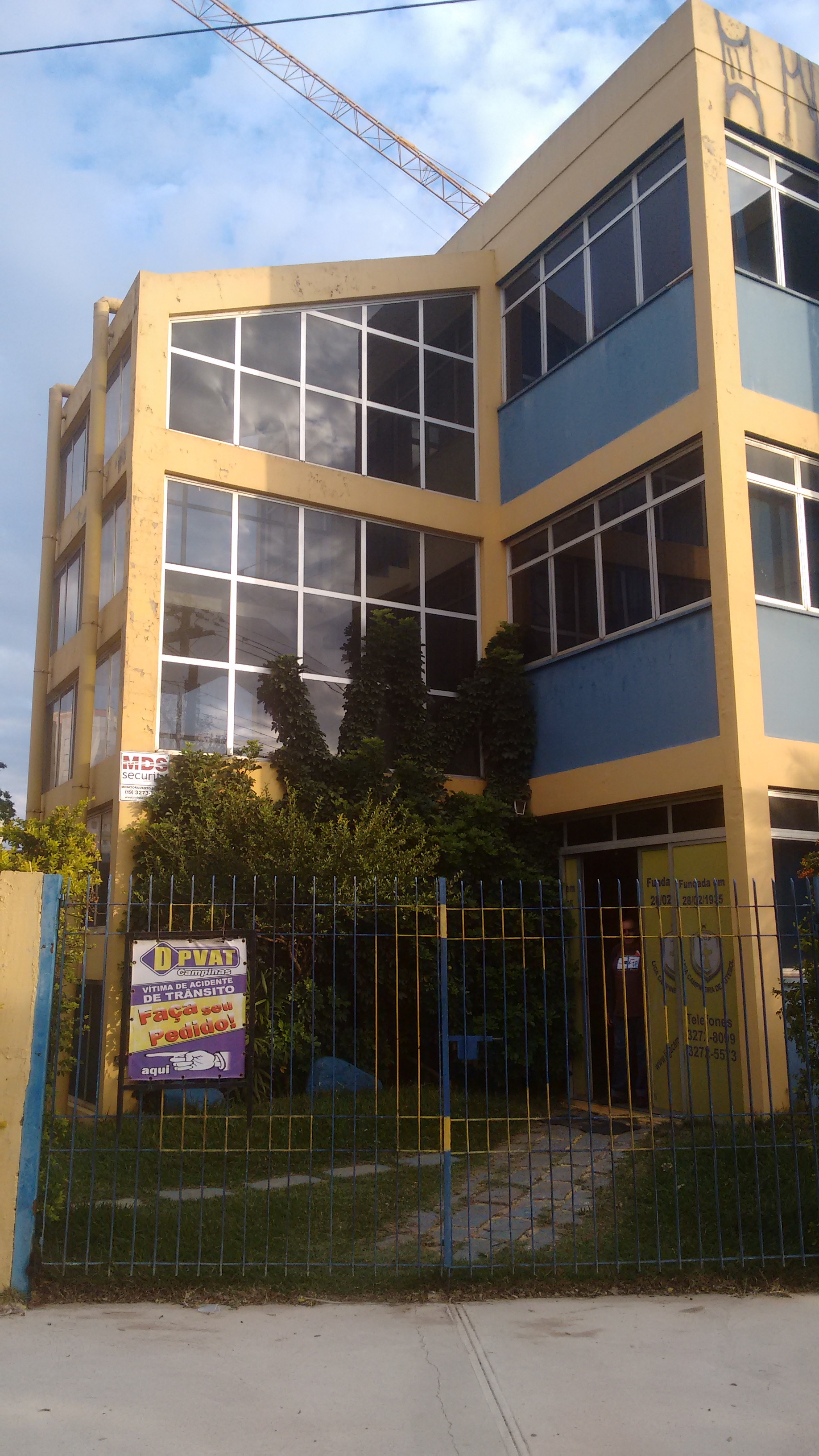
Sede da Liga Campineira de Futebol entidade de organiza o torneiro.

Campeonato Campineiro de Futebol é uma competição disputada por clubes de futebol de Campinas, cidade do interior do Estado de São Paulo.

## História
A competição teve seu início em 1907, quando a Liga Campineira de Foot-ball, fundada em 11 de abril do mesmo ano, organizou o primeiro campeonato oficial. A equipe campeã foi a Associação Athletica Campineira.
Em 1912, cinco clubes fundaram a Liga Operária de Foot-Ball Campineira, que organizou o segundo Campeonato Campineiro de Futebol. O título ficou com a Ponte Preta, enquanto o Guarani foi o vice-campeão. Os clubes fundadores dessa liga foram Ponte Preta, Guarani, Corinthians FC (Campinas), London FC e Internacional FCM. Posteriormente, o SC Operário aderiu e se tornou uma força política dominante na liga.
A competição sofreu interrupções, como em 1914, quando não houve campeonato oficial. Em 1916, foi criada a Associação Campineira de Foot-Ball, que passou a organizar o torneio. O Guarani conquistou os títulos de 1916, 1919 e 1920.
Entre 1932 e 1934, a Associação Paulista de Esportes Atléticos (APEA) organizou a Série Campineira da Divisão do Interior do Campeonato Paulista. O campeonato de 1934 teve como campeão o Campinas FC.
Em 27 de agosto de 1930, foi fundada a Liga Campineira de Esportes Athleticos, que organizou seu primeiro campeonato entre 1931 e 1932. A competição teve como bicampeão o Corinthians de Campinas, conhecido como "Leão da Várzea".
Finalmente, em 28 de fevereiro de 1935, foi fundada a definitiva Liga Campineira de Futebol, que se filiou à Liga Paulista de Futebol, entidade oficial do Estado de São Paulo, vinculada à Confederação Brasileira de Desportos. A organização inicial da Liga ficou a cargo de uma junta provisória composta por membros da Ponte Preta e do Guarani.
Em 2 de maio de 1935, foi eleita a primeira diretoria da Liga Campineira de Futebol, com Salvador Ovídio de Arruda como presidente. A entidade assumiu com um ativo financeiro de 130 mil réis e organizou diversas comissões administrativas.

## O Clássico Campineiro
O primeiro Derby Campineiro entre Guarani e Ponte Preta aconteceu em 19 de maio de 1912, no  Hipódromo Campineiro, com vitória da Ponte Preta por 2 a 1. O torneio deste ano também foi denominado "Taça Liga Operária de Foot-Ball".

## Clubes Campeões
A competição teve diversos clubes vencedores ao longo dos anos. Até 1957, os principais campeões foram:
- Guarani Futebol Clube - 13 títulos
- Associação Atlética Ponte Preta - 10 títulos

Com a ascensão da Ponte Preta e do Guarani ao Campeonato Paulista de Futebol, o Campeonato Campineiro passou a ter outros protagonistas.